# DJ Samurai
DJ Samurai nome artístico de Luís Queiróz (Luanda, 25 de Julho, de 1976) é um DJ e Produtor Musical angolano, é uma figura de referência obrigatória sempre que for abordado o tema Deejayin em Angola, ressurgindo com turntables no final dos anos 90, com iniciativas como as primeiras mixtapes do Hip-Hop em Angola, e uma gravadora exclusiva para o Hip-Hop, a Mad Tapes Entertainment...

## Biografia
DJ Samurai ou Samurai 侍, nome artístico de Luis Queiroz (Luanda, 25 de Julho, de 1976) é um entusiasta e impulsionador da cultura Hip-Hop. É fundador e proprietário da Mad Tapes Entertainment, editora e gravadora angolana especializada em Hip-Hop. Formado em Comunicação Visual, Samurai é um eterno amante da cultura Hip-Hop, paixão está que se reflete na sua criatividade no design, na fotografia, nos vídeos que realiza, nas mixtapes, nos pratos, nos beats, no blog, na editora Mad Tapes e muito mais.
Foi homenageado em 21 de Agosto de 2021, na capital de Angola,(Luanda), pela Universidade Hip-Hop Angola pelo seu contributo incondicional a cultura Hip-Hop.

## Inserção no Hip-Hop
Por volta de 1985 surgiu em Angola nos cinemas o filme “Breakdance” com o Turbo e Ozone. Nesta mesma altura pessoas como Paulo Kumba e outros já apareciam também na TPA a breakar, DJ Samurai ainda muito jovem  se sentiu fascinado por aquilo, mas ainda não sabia que fazia parte da cultura Hip Hop. Em 86 foi viver para Portugal e foi por volta de 1990 que começou a inteirar-se mais sobre a cultura. Devia ter uns 13 anos quando um colega de escola falou para ele sobre o programa Yo! MTV Raps com o Ed Lover, Doctor Dré e Fab Five Freddy. Como o seu pai tinha acabado de instalar a parabólica em casa, ficou ligado ao programa religiosamente, gravava tudo em cassetes VHS e quando acabasse o programa revia as tapes repetidamente até a próxima exibição do Yo!. Nomes como Eric B & Rakim, Public Enemy, Kool Moe Dee, LL Cool J, EPMD, Run-D.M.C., KRS-One e depois mais tarde, nomes como Black Moon, Gangstarr, A Tribe Called Quest, De La Soul, House of Pain, Onyx, Wu-Tang Clan, Cypress Hill, Nas, Big L, The Notorious B.I.G. etc, foram as primeiras influências musicais que teve dentro do movimento. Ficou viciado na cena para sempre, e para agravar mais o vício, passaram para ele os filmes Wild Style e Style Wars, aí foi o fim, Hip-Hop na veia até hoje. Ainda em Portugal por esta altura (90s) começou a “graffitar” com um amigo em Vale de Milhaços, Corroios  (Margem Sul de Lisboa), onde morava e estudava.
Mais tarde, junto com os seus amigos que jogavam basket com ele, decidiram formar um grupo de Rapcom o nome “Red Rasta”. Eram cinco, no mic tínham o Salo, o Eric, e outros dois amigos, Samurai atrás dos pratos e nos beats. Fizeram alguns sons que ainda chegaram de passar no programa do Marinho, falando mais ou menos da altura em que saíu o “Rapublica” (1994), na altura tinham atuado num espetáculo na “Escola Secundária de Linda-a-Velha” e o D-Mars ter ficado espantado com a presença do coletivo em palco, e depois os convidou para uma session no estúdio dele. Estava tudo a correr bem com o grupo, e de repente o pai de DJ Samurai decide regressar a Angola. Basicamente foi assim que entrou no Hip-Hop. Quando chegou em Angola, o primeiro amigo que conheceu foi o Mondelane, hoje conhecido como ANKH. Foi ele o responsável por  apresentar todo o pessoal do movimento Hip-Hop angolano na altura, pessoas como o Afro Kett, MavyMan, Negro Guailla, Kool Klever, Yannick Afroman, Mumú (RIP), Rapper Toy, Whiteshadow Killah hoje conhecido como Ikonoklasta, NK, os manos da Ebony Squad, SSP e outros. Como já era DJ na altura, começou a tocar nos famosos meetings que a malta tinha. E foi assim que entrou no movimento local. Andando sempre com seu amigo Mavy Man pela cidade a procura de cassetes e cds de Hip-Hop, das colecções do Rapper Toy e do Whiteshadow, essas pessoas tinham músicas, do “Verdades de Arquivo” dos Consciência dAfrica, da Boom Bap Squad, algumas pessoas reclamavam dos seus sets por serem muito agressivos e os outros como Ebony ficavam malucos quando tocasse Onyx (banda) nas festas.

## Discografia
- DJ Samurai - Ruas de Luanda (1.ª Mixtape feita em Angola com MCs Angolanos (1999)
- DJ Samurai - O Último Samurai Vol.01 (2003) [12]
- DJ Samurai - O Último Samurai Vol.02 (2010)

## Créditos de Produção Musical (Instrumentais)
- Bob da Rage Sense - “Conspiração Explosivo Sanguínea” (prod. Samurai 侍) (2002)[13]
- Bob da Rage Sense - “Hip-Hop (Éramos uma Dezena, Agora Somos Milhões” (prod. Samurai 侍) (2002)
- Bob da Rage Sense - “Imigração” (prod. Samurai 侍) (2002)
- Bob da Rage Sense - “Contra o Sistema” (prod. Samurai 侍) (2002)
- Bob da Rage Sense - “Mutação Orgânica” (prod. Samurai 侍) (2002)
- Bob da Rage Sense - “Poeta Popular” (prod. Samurai 侍) (2002)[14]
- Bob da Rage Sense - “O Renegado” (prod. Samurai 侍) (2002)
- Bob da Rage Sense - “Conspiração Explosivo Sanguínea” (prod. Samurai 侍) (2002)[15]
- ISHING (RAF TAG & DJ Samurai) - “Angústias E Guerras” (prod. Samurai 侍) (2002)
- ISHING (RAF TAG & DJ Samurai) - “Redenção” (prod. Samurai 侍) (2002)
- ISHING (RAF TAG & DJ Samurai) - “Poltergeist (a Mensagem Distorcida)” (prod. Samurai 侍) (2002)
- ISHING (RAF TAG & DJ Samurai) - “We Going to Hell” (prod. Samurai 侍)(2002)
- ISHING (RAF TAG & DJ Samurai) - “Dor” (prod. Samurai 侍)(2002)
- ISHING (RAF TAG & DJ Samurai) - “Vozes Do Pânico” (prod. Samurai 侍) (2002)
- ISHING (RAF TAG & DJ Samurai) - “My Enemies” (prod. Samurai 侍) (2002)
- ISHING (RAF TAG & DJ Samurai) - “Terror Punchlinez” (prod. Samurai 侍) (2002)
- ISHING (RAF TAG & DJ Samurai) - “Sou” (prod. Samurai 侍) (2002)
- ISHING (RAF TAG & DJ Samurai) - “ Dah Trainning ” (prod. Samurai 侍) (2002)[16]

- MCK - “A Téknika, as Kausas e as Konsekuências” (Sei Lá Quê...)(prod. Samurai 侍) (2002)[17]
- Afro Kett – "Boom Bap" (prod. Samurai 侍)(2003)Bob da Rage Sense - “A Carta” (prod. Samurai 侍) (2004)
- Bob da Rage Sense - “A Carta” (prod. Samurai 侍) (2004)
- Bob da Rage Sense - “O Meu País” (feat. Salvaterra, Pérola)(prod. Samurai 侍) (2004)
- Krazy Lunaz c/ RAF TAG & Reverendo Neblina Cerebral - "Sobrevivência" (prod. Samurai 侍) (2004)
- RAF TAG - "3-D" (prod. Samurai 侍) (2004)
- DJI Tafinha - “Objectivos” (prod. Samurai 侍) (2005)
- Afro Kett - “Sempre o Mesmo” (prod. Samurai 侍) (2005)
- Afro Kett - “Hip Hop” (prod. Samurai 侍) (2005)
- Afro Kett - “Dias Melhores” (prod. Samurai 侍) (2005)
- Afro Kett - “Metade da História” (prod. Samurai 侍) (2005)
- Afro Kett - “Pra Sempre” (prod. Samurai 侍) (2005)
- Afro Kett - “Estrela Fantasma” (prod. Samurai 侍) (2005)
- Afro Kett - “Tu e Eu” (prod. Samurai 侍) (2005)[18]

## Lançamentos da Editora Mad Tapes enquanto CEO
- DJ Samurai - Ruas de Luanda (1.ª Mixtape feita em Angola com MCs Angolanos) (1999)
- Hemoglobina - Carnes EP (2001)
- ISHING (RAF TAG & DJ Samurai) - A Ciphra Da Lua Negra (2002)
- Bob da Rage Sense - Underground Konsciente (2002) [19]
- DJ Samurai - O Último Samurai Vol.01 (2003)
- Afro Kett – Boom Bap (Single) (2003)
- Bob da Rage Sense - “A Carta” (prod. Samurai 侍) (2004)
- Bob da Rage Sense - Bobinagem (2004)
- Kool Klever - Kooltivar - O Single (2004)
- DJI Tafinha - Noites em Branco (2005)
- Absolutos - Em Peso (2005)
- Afro Kett - Sente o Mambo (2005)
- RAF TAG - Demonocracia (2007)
- Kid MC - Caminhos (2008) [20]
- Kid MC - Breves Considerações - Mixtape (2009)
- Kid MC - O Incorrigível (2010)
- DJ Samurai - O Último Samurai Vol.02 (2010)
- Fly Skuad - Extractos EP (2012)
- NGA - Filho das Ruas | CD/DVD(2012)
- Lucássio - "Correntes" ft. Kid MC / Single (Digital) (2013)
- Kid MC - Sombra | CD/DVD (2013)
- Balta P - 1.º DAM - Mixtape (2014)
- NGA - King (2014)[21][22]
- Eva Rap Diva - Rainha Nzinga Do Rap (2014)
- RAF TAG - U Imortal (2014)
- Lucássio - "Faz Parte" / Single (Digital) (2014)
- Lucássio - "Vencedor" / Single (Digital) (2014)
- Lucássio - "Merda Militar" / Single (Digital) (2014)
- Mad Tapes O Império - “Aviso”/ Single (Digital) (2014)
- Prodígio - Prodígios (2015)
- Lucássio - "Não Fala Política" / Single (Digital) (2015)
- Kid MC - Dois Lados da Mesma Moeda (2016)
- Força Suprema - E a União Fez a Força (2016)
- Lucássio - Forca - Geração do Medo (2016)
- Fly Squad - “Apenas a Verdade” /Single (Digital) (2016)
- Kid MC - "O Regresso De Quem Nunca Foi" /Single (Digital) (2021)[23]

## Créditos de Realização e Produção de Eventos
- 1.º Concurso de Rompimento em Angola/ Casa do Disco (Kinaxixi)
- 1.º Workshop de Hip Hop em Angola - Elinga Teatro (Luanda/2001)
- 1.º Show de Kid MC - Apresentação Álbum “Caminhos” - Chá de Caxinde (Luanda/2008)[24]
- Grande Show de Kid MC - Cine Karl Marx (Luanda/2009)
- Grande Show de Kid MC - Cine Monumental (Benguela/2010)
- Mega Show de Kid MC - Pavilhão da Cidadela (Luanda/2011)
- 1.º Grande Show de NGA - Cine Atlântico (Luanda/ 2012)
- Mega Show de NGA - Pavilhão da Cidadela (Luanda/2014)
- 1.º Grande Show de Prodígio - Cine Atlântico (Luanda/ 2015)

## Créditos como Graphic Designer (Hip-Hop)
- Hemoglobina - Carnes EP (Capa)
- Bob da Rage Sense - Underground Consciente (Capa) (2002)
- ISHING (RAF TAG & DJ Samurai) - A Ciphra Da Lua Negra (Capa) (2002)
- DJ Samurai - O Último Samurai Vol.01 (Capa) (2003)
- Afro Kett – Boom Bap (Single) (Capa) (2003)
- RAF TAG - RAPtópsia (Capa) (2004)
- Kool Klever - Kooltivar - O Single (Capa) (2004)
- Bob da Rage Sense - Bobinagem (Capa) (2004)
- AirMack - Plasma da Batalha (Capa) (2004)
- Afro Kett - Sente o Mambo (Capa) (2005)
- DJI Tafinha - Noites em Branco (Capa) (2005)
- GMack - Campeões de Beats (Capa) (2005)
- Absolutos - Em Peso (Capa) (2005)
- Dani & Abdiel - Espécie Rara (Capa) (2005)
- Kalibrados - Negócio Fechado (Capa) (2005)
- Kalibrados - Negócio Fechado (Capa)(Edição Especial)
- Mille Mambos (Logo)
- NTB - Invasão Ao Domicílio (Capa) (2006)
- AKA M-47 - Inseminação Artificial (Capa) (2005)
- MCK - Nutrição Espiritual (Capa) (2006)
- MCK (Logo) (2006)
- Malef*k - Couper Un Ruban (Capa) (2006)
- Phay Grand - Pão Burro (Segunda Via) (Capa) (2007)
- Raiva - Kamikaze (2007)
- So Much More (Logo)
- Mega Fofo - Depois de Tudo (Capa) (2007)
- Kid MC - Caminhos (Capa) (2008)
- MCK - Trincheira de Ideias - Redição (Capa) (2009)
- Kid MC - Breves Considerações - Mixtape (Capa) (2009)[25]
- Kid MC - O Incorrigível (Capa) (2010)
- DJ Samurai - O Último Samurai Vol.02 (Capa) (2010)
- Big Nelo - Karga (Capa) (2001)
- RAF TAG - Demonocracia (Capa) (2007)
- RAF TAG (Logo)
- Polivalentes - Teachers do Flow (Capa) (2007)
- DJ Callas – Ouves & Callas Vol.1 (Capa)(2007)
- Zona 5 (Logo) (2008)
- Zona 5 - Caixa dos Sonhos (Capa)(2008)
- Spike & Beq - Filhos da Arte (Capa) (2008)
- Kool Klever - Kooltivar PRDLDMV (Capa) (2009)
- Fly Skuad - Extractos EP (Capa) (2012)
- Fly Skuad – "Premunição" (Capa/Single) (2012)
- Kid MC - Sombra | CD/DVD (Capa) (2013)
- Lucássio - "Correntes" (Capa/Single) (2013)
- Balta P - 1.º DAM - Mixtape (Capa) (2014)
- Lucássio - "Faz Parte" (Capa/Single) (2014)
- Lucássio - "Vencedor" (Capa/Single) (2014)
- Lucássio - "Merda Militar"(Capa/Single) (2014)
- Mad Tapes O Império - “Aviso” (Capa/Single) (2014)
- Lucássio - "Não Fala Política" (Capa/Single) (2015)
- Kid MC - Dois Lados da Mesma Moeda (Capa) (2016)
- Lucássio - Forca - Geração do Medo (Capa) (2016)
- Fly Squad - “Apenas a Verdade” (Capa/Single) (2016)
- Cage One - ABRA (Capa) (2019)

## Créditos de Realização e Edição de Vídeo
- Afro Kett - "Independente Verbalmente" (2004)
- Kalibrados - “Tem Melaço” (2005)
- Kalibrados - "Soldados Civis" (2006)
- Maléfuck - "Encore / La Conexion" (feat. Polivalentes) (2007)
- Yannick Afroman - "1,2,3" (2008)
- MCK - "Atrás do Prejuízo" (Feat. Beto de Almeida) (2006)
- Kid MC - "Reeducação" (2008)
- Kid MC - "Furiosidade" (feat. Extremo Signo) (2009)
- Miguel Lutonda - O General (Documentário) (2009)
- Kid MC - "Breves Considerações" (2009)
- Kid MC - "O Incorrigível" (2010)
- Fly Skuad - "Eu Vou" ft. BZB (2012)[26]

## Créditos como Apresentador de Programas de Rádio
- Da Bomb Diggy (LAC 95.5 FM)
- Nike Repz (LAC 95.5 FM)[27]

## Créditos como Agente Musical
Foi agente directo e road manager de Kid MC, NGA, Prodígio, Força Suprema e Eva Rap Diva. Tendo fechado shows e organizado tournées por todas as províncias de Angola, e em outros países como Moçambique, África do Sul, Namíbia, Brasil, Cuba, e Portugal. 